# Gearóid O'Sullivan
Pour les articles homonymes, voir O'Sullivan.
Gearóid O'Sullivan, né Jeremiah O'Sullivan, (28 janvier 1891 - 25 mars 1948) est un enseignant irlandais, un spécialiste de la langue irlandaise, un officier de l'armée, un avocat et un homme politique du Sinn Féin et du Fine Gael.

## Biographie
Il est né à Coolnagurrane près de Skibbereen, dans le comté de Cork, il est le quatrième fils de Michael et Margaret O'Sullivan qui lui donnent le nom de Jeremiah, mais il est connu tout au long de sa vie comme Gearóid. Son père, originaire de Lough Ine, et sa mère, née McCarthy, originaire de Coolnagurrane, étaient membres de familles agricoles de West Cork.
En 1909, O'Sullivan rejoint le St Patrick's College of Education, à Drumcondra, Dublin, pour se former à une carrière dans l'enseignement. Bien qu'il n'ait pas tout à fait 19 ans, il a déjà terminé le deuxième examen d'arts de la Royal University of Ireland. Il commence à enseigner en 1911. Sa première affectation est à Kildorrey, Cork en 1912, mais est rapidement transféré à Dublin pour enseigner à la St Peter's National School, Phibsborough. Il rejoint la branche Keating de la Ligue gaélique, assumant rapidement un rôle de leadership au sein de l'organisation et voyageant sans relâche pour enseigner l'irlandais aux membres de la Ligue tout en étudiant pour H Dip Ed à l'Université nationale et en travaillant avec les Irish Volunteers. Au 25 Parnell Square, la salle d'exercices, il établit le test de compétence «faine» pour le recrutement. C'est également ici qu'il fait la connaissance de Michael Collins, qui rejoint la Ligue en 1916 à son retour de Londres, où il occupe un poste dans le service postal.

## Insurrection de Pâques
En novembre 1913, O Sullivan est nommé à la Compagnie F, 1er bataillon, considéré comme le meilleur de la Brigade de Dublin. En plus de patrouiller avec les Irish Volunteers, O'Sullivan avait la distinction partagée par une petite proportion de membres ultérieurs de l'IRA d'origine d'être membre de la Fraternité républicaine irlandaise (IRB), qui trouve ses racines dans les mouvements révolutionnaires antérieurs du milieu du XIXe siècle. Il soulève notamment le drapeau irlandais au-dessus du General Post Office (GPO) à Dublin alors que les combats font rage autour du GPO et des rues de Dublin pendant le soulèvement de Pâques de 1916.
O'Sullivan, alors âgé de 25 ans, est le plus jeune officier de l'IRB combattant dans le GPO. Il est personnellement choisi par le chef de la rébellion Seán Mac Diarmada pour servir d'aide de camp. L'honneur supplémentaire de hisser le drapeau irlandais lui est donné par un autre des chefs de la rébellion, Patrick Pearse. Il épouse Maude Kiernan, sœur de Kitty Kiernan, fille de Peter et Bridget Kiernan du Grenville Arms Hotel, Granard, comté de Longford, avec qui il a eu trois filles et un fils. Sa femme décède à 40 ans et il se remarie à Mary ("Mae") Brennan de Belfast.

## Carrière politique
Après l'insurrection, il est interné à Frongoch au pays de Galles avec Collins et d'autres qui, contrairement aux chefs de la rébellion tels que Pearse et Mac Diarmada, ont échappé à l'exécution. C'est ici que l'amitié d'O'Sullivan et de Collins devient un lien fort qui durer jusqu'à la mort de Collins en août 1922. O'Sullivan - un érudit en études celtiques - aide Collins quant à son utilisation de la langue irlandaise, «pour rassembler dans une certaine mesure le folklore et promouvoir la littérature».
À la libération de Frongoch, Collins et O'Sullivan reprennent leur engagement avec le mouvement républicain. Libéré en décembre 1916, il intensifie son activité de bénévolat avec la brigade Carlow, pour laquelle il conserve son travail d'enseignant au Knockbeg College. Les Irish Volunteers deviennent l'IRA en 1919. O'Sullivan est de nouveau arrêté. Envoyé à Mountjoy Gaol, il entame une grève de la faim, ce qui précipite sa libération anticipée en décembre. En février 1920, à la demande de Collins, O'Sullivan accepte de le remplacer comme adjudant général de l'armée républicaine irlandaise. Rejoignant le Conseil suprême de la Fraternité républicaine irlandaise en novembre 1921, il est l'un des plus proches confidents de Collins dirigeant de nombreuses missions secrètes pour Collins, qui l'appelle souvent « George », son nom de plume d'infiltration. Il accompagnerait Collins à de nombreuses réunions charnières, risquant souvent sa propre capture ; en effet, à un moment donné, il y a une prime de 3 500 £ sur sa tête. En janvier 1922, il est nommé lieutenant-général dans la nouvelle armée nationale, responsable du personnel et des promotions.
Aux élections générales de 1921, il est sans opposition en tant que Teachta Dála (député) du Sinn Féin au Second Dáil pour la circonscription de Carlow – Kilkenny. Il est réélu aux élections générales de 1922 en tant que député du Sinn Féin pro-traité. Pendant la guerre civile irlandaise, il sert comme adjudant général de l'armée nationale. Le 28 août 1922, il est nommé au Conseil de l'armée nouvellement créé pour l'armée nationale.